# Qualificazioni al campionato mondiale di calcio 1938
Le qualificazioni al campionato mondiale di calcio 1938 si tennero fra il 16 giugno 1937 e il 1º maggio 1938. Si iscrissero 37 squadre da tutto il mondo che avrebbero dovuto contendersi 14 dei 16 posti disponibili, dal momento che la Francia e l'Italia erano già automaticamente qualificate in quanto rispettivamente Paese organizzatore e Paese detentore del titolo.
Il torneo di qualificazione fu funestato da vari ritiri: la prima nazionale a ritirarsi, prima ancora dell'inizio del torneo di qualificazione, fu la Spagna a causa della guerra civile in corso nel Paese; seguirono altre defezioni nel corso del torneo, in particolare dalle Americhe, per ragioni economiche o per protestare contro la decisione di Jules Rimet di tenere il torneo in Francia (suo Paese natale), anziché rispettare la promessa di alternare l'organizzazione del torneo fra Europa e America meridionale. In definitiva furono 21 le squadre che disputarono almeno un incontro valido per le qualificazioni.

## Formula
Le 34 squadre vennero divise in 12 gruppi, basati su criteri geografici: i primi nove gruppi sarebbero stati destinati alle squadre europee, integrate da Egitto e Mandato di Palestina (23 nazionali per 11 posti), i gruppi 10 e 11 alle formazioni americane e caraibiche (9 squadre per 2 posti) e il gruppo 12 a quelle asiatiche (2 squadre per 1 posto).
| Gruppo 1                                  | Gruppo 2                        | Gruppo 3                             | Gruppo 4              | Gruppo 5                                                                               | Gruppo 6                                   |
| ----------------------------------------- | ------------------------------- | ------------------------------------ | --------------------- | -------------------------------------------------------------------------------------- | ------------------------------------------ |
| - Estonia - Finlandia - Germania - Svezia | - Irlanda - Norvegia            | - Jugoslavia - Polonia               | - Egitto - Romania    | - Svizzera - Portogallo                                                                | - Grecia - Mandato di Palestina - Ungheria |
| Gruppo 7                                  | Gruppo 8                        | Gruppo 9                             | Gruppo 10             | Gruppo 11                                                                              | Gruppo 12                                  |
| - Bulgaria - Cecoslovacchia               | - Austria - Lettonia - Lituania | - Belgio - Lussemburgo - Paesi Bassi | - Argentina - Brasile | - Colombia - Costa Rica - Cuba - El Salvador - Guiana olandese - Messico - Stati Uniti | - Giappone - Indie orientali olandesi      |

I 12 gruppi avevano regole diverse per la qualificazione:
- i gruppi 1, 9 e 11 erano strutturati come gironi all'italiana;
- i gruppi 2, 3, 4, 5, 7, 10 e 12 erano strutturati come gara A/R fra le due partecipanti;
- i gruppi 6 e 8 erano strutturati su due turni eliminatori, il primo con una gara di andata e ritorno e il secondo con una gara unica.

## Risultati

### Gruppo 1 (Europa)
Il gruppo 1 fu strutturato come girone all'italiana. Si qualificavano le prime due classificate.
| Squadra   | P.ti | G | V | N | P | GF | GS | DR  |
| --------- | ---- | - | - | - | - | -- | -- | --- |
| Germania  | 6    | 3 | 3 | 0 | 0 | 11 | 1  | +10 |
| Svezia    | 4    | 3 | 2 | 0 | 1 | 11 | 7  | +4  |
| Estonia   | 2    | 3 | 1 | 0 | 2 | 4  | 11 | -7  |
| Finlandia | 0    | 3 | 0 | 0 | 3 | 0  | 7  | -7  |

- 16 giugno 1937, Stoccolma, Svezia:  Svezia -  Finlandia 4-0
- 20 giugno 1937, Stoccolma, Svezia:  Svezia -  Estonia 7-2
- 29 giugno 1937, Helsinki, Finlandia:  Finlandia -  Germania 0-2
- 19 agosto 1937, Turku, Finlandia:  Finlandia -  Estonia 0-1
- 29 agosto 1937, Königsberg, Germania:  Germania -  Estonia 4-1
- 21 novembre 1937, Amburgo, Germania:  Germania -  Svezia 5-0

### Gruppo 2 (Europa)
Il gruppo 2 fu strutturato come gara A/R.
| Squadra 1 | Totale | Squadra 2 | Andata | Ritorno |
| --------- | ------ | --------- | ------ | ------- |
| Norvegia  | 6-5    | Irlanda   | 3-2    | 3-3     |

- 10 ottobre 1937, Oslo, Norvegia:  Norvegia -  Irlanda 3-2
- 7 novembre 1937, Dublino, Irlanda:  Irlanda -  Norvegia 3-3

### Gruppo 3 (Europa)
Il gruppo 3 fu strutturato come gara A/R.
| Squadra 1 | Totale | Squadra 2  | Andata | Ritorno |
| --------- | ------ | ---------- | ------ | ------- |
| Polonia   | 4-1    | Jugoslavia | 4-0    | 0-1     |

- 10 ottobre 1937, Varsavia, Polonia:  Polonia -  Jugoslavia 4-0
- 3 aprile 1938, Belgrado, Jugoslavia:  Jugoslavia -  Polonia 1-0

### Gruppo 4 (Europa e Africa)
Il gruppo 4 fu strutturato come gara A/R.
L'Egitto si ritirò prima di giocare il primo incontro, permettendo alla Romania di ottenere automaticamente la qualificazione.
| Squadra 1 | Totale | Squadra 2 | Andata | Ritorno |
| --------- | ------ | --------- | ------ | ------- |
| Egitto    | rit.   | Romania   | n.d.   | n.d.    |

### Gruppo 5 (Europa)
Il gruppo 5 fu originariamente strutturato come gara A/R, ma Svizzera e Portogallo disputarono una sola partita sul campo neutro di Milano.
| Squadra 1 | Risultato | Squadra 2  |
| --------- | --------- | ---------- |
| Svizzera  | 2-1       | Portogallo |

- 1º maggio 1938, Milano, Italia:  Svizzera -  Portogallo 2-1

### Gruppo 6 (Europa e Asia)
Il gruppo 6 fu strutturato su due turni eliminatori, il primo con una gara A/R e il secondo con una gara unica. L'Ungheria era automaticamente qualificata al secondo turno.

#### 1º turno eliminatorio
| Squadra 1            | Totale | Squadra 2 | Andata | Ritorno |
| -------------------- | ------ | --------- | ------ | ------- |
| Mandato di Palestina | 1-4    | Grecia    | 1-3    | 0-1     |

- 22 gennaio 1938, Tel Aviv, Palestina:  Palestina -  Grecia 1-3
- 20 febbraio 1938, Atene, Grecia:  Grecia -  Palestina 1-0

#### 2º turno eliminatorio
| Squadra 1 | Risultato | Squadra 2 |
| --------- | --------- | --------- |
| Ungheria  | 11-1      | Grecia    |

- 25 marzo 1938, Budapest, Ungheria:  Ungheria -  Grecia 11-1

### Gruppo 7 (Europa)
Il gruppo 7 fu strutturato come gara A/R.
| Squadra 1 | Totale | Squadra 2      | Andata | Ritorno |
| --------- | ------ | -------------- | ------ | ------- |
| Bulgaria  | 1-7    | Cecoslovacchia | 1-1    | 0-6     |

- 7 novembre 1937, Sofia, Bulgaria:  Bulgaria -  Cecoslovacchia 1-1
- 24 aprile 1938, Praga, Cecoslovacchia:  Cecoslovacchia -  Bulgaria 6-0

### Gruppo 8 (Europa)
Il gruppo 8 fu strutturato su due turni eliminatori, il primo con una gara A/R e il secondo con una gara unica. L'Austria era automaticamente qualificata al secondo turno.

#### 1º turno eliminatorio
| Squadra 1 | Totale | Squadra 2 | Andata | Ritorno |
| --------- | ------ | --------- | ------ | ------- |
| Lettonia  | 9-3    | Lituania  | 4-2    | 5-1     |

- 29 giugno 1937, Riga, Lettonia:  Lettonia -  Lituania 4-2
- 3 settembre 1937, Kaunas, Lituania:  Lituania -  Lettonia 1-5

#### 2º turno eliminatorio
| Squadra 1 | Risultato | Squadra 2 |
| --------- | --------- | --------- |
| Austria   | 2-1       | Lettonia  |

- 5 ottobre 1937, Vienna, Austria:  Austria -  Lettonia 2-1

### Gruppo 9 (Europa)
Il gruppo 9 fu strutturato come girone all'italiana. Si qualificavano le prime due classificate.
| Squadra     | P.ti | G | V | N | P | GF | GS | DR |
| ----------- | ---- | - | - | - | - | -- | -- | -- |
| Paesi Bassi | 3    | 2 | 1 | 1 | 0 | 5  | 1  | +4 |
| Belgio      | 3    | 2 | 1 | 1 | 0 | 4  | 3  | +1 |
| Lussemburgo | 0    | 2 | 0 | 0 | 2 | 2  | 7  | -5 |

- 28 novembre 1937, Rotterdam, Paesi Bassi:  Paesi Bassi -  Lussemburgo 4-0
- 13 marzo 1938, Lussemburgo, Lussemburgo:  Lussemburgo -  Belgio 2-3
- 3 aprile 1938, Anversa, Belgio:  Belgio -  Paesi Bassi 1-1

### Gruppo 10 (Sudamerica)
Il gruppo 10 fu strutturato come gara A/R.
L'Argentina si ritirò prima di giocare il primo incontro, permettendo al Brasile di ottenere automaticamente la qualificazione.
L'Argentina fu successivamente riammessa alle qualificazioni e venne programmata per il 29 maggio 1938 una gara di qualificazione contro la vincente del gruppo 11 sul campo neutro di Bordeaux. Tuttavia la formazione sudamericana si ritirò definitivamente nel marzo 1938, nonostante la FIFA le avesse offerto un posto da testa di serie al torneo.
| Squadra 1 | Totale | Squadra 2 | Andata | Ritorno |
| --------- | ------ | --------- | ------ | ------- |
| Argentina | rit.   | Brasile   | n.d.   | n.d.    |

### Gruppo 11 (Nordamerica, Centroamerica e Caraibi)
Il gruppo 11 fu strutturato come girone all'italiana. Si qualificava la prima classificata.
La Guiana olandese fu originariamente esclusa dal torneo perché non era pervenuta alcuna risposta dalla federazione, ma successivamente fu riammessa.
Il Messico si ritirò prima di giocare il primo incontro. Nell'aprile 1938 Stati Uniti, Colombia ed El Salvador si ritirarono e la FIFA cambiò la formula del gruppo in girone all'italiana fra Costa Rica, Cuba e Guiana olandese da giocarsi sul campo de L'Avana. Tuttavia poco dopo si ritirarono sia la Guiana olandese (per ragioni economiche) sia la Costa Rica, permettendo a Cuba di ottenere automaticamente la qualificazione. La Guiana olandese chiese successivamente di poter sostituire gli Stati Uniti nella gara di qualificazione contro le Indie orientali olandesi, ma la richiesta fu rifiutata dalla FIFA.
Cuba, infine, avrebbe dovuto affrontare l'Argentina il 29 maggio 1938 in una gara sul campo neutro di Bordeaux in seguito alla riammissione della nazionale sudamericana, ma il definitivo ritiro dell'Argentina permise a Cuba di ottenere automaticamente la qualificazione.
| Squadra         | P.ti | G    | V    | N    | P    | GF   | GS   | DR   |
| --------------- | ---- | ---- | ---- | ---- | ---- | ---- | ---- | ---- |
| Cuba            | n.d. | n.d. | n.d. | n.d. | n.d. | n.d. | n.d. | n.d. |
| Colombia        | rit. | rit. | rit. | rit. | rit. | rit. | rit. | rit. |
| Costa Rica      | rit. | rit. | rit. | rit. | rit. | rit. | rit. | rit. |
| El Salvador     | rit. | rit. | rit. | rit. | rit. | rit. | rit. | rit. |
| Guiana olandese | rit. | rit. | rit. | rit. | rit. | rit. | rit. | rit. |
| Messico         | rit. | rit. | rit. | rit. | rit. | rit. | rit. | rit. |
| Stati Uniti     | rit. | rit. | rit. | rit. | rit. | rit. | rit. | rit. |

### Gruppo 12 (Asia)
Il gruppo 12 fu strutturato come gara A/R.
Il Giappone si ritirò prima di giocare il primo incontro, permettendo alle Indie orientali olandesi di ottenere automaticamente la qualificazione.
Successivamente la FIFA chiese alle Indie orientali olandesi di giocare una gara di qualificazione contro gli Stati Uniti il 26 maggio 1938 sul campo neutro di Rotterdam, ma gli statunitensi rinunciarono a gareggiare per motivi economici. La Guiana olandese chiese di poter giocare in sostituzione della formazione nordamericana, ma la richiesta fu rifiutata dalla FIFA, permettendo alle Indie orientali olandesi di ottenere automaticamente la qualificazione.
| Squadra 1 | Totale | Squadra 2                | Andata | Ritorno |
| --------- | ------ | ------------------------ | ------ | ------- |
| Giappone  | rit.   | Indie orientali olandesi | n.d.   | n.d.    |

## Squadre qualificate alla fase finale
- Austria (qualificata, poi ritirata)
- Belgio
- Brasile
- Cecoslovacchia
- Cuba
- Francia (Paese organizzatore)
- Germania
- Indie orientali olandesi

- Italia (Paese campione del mondo in carica)
- Norvegia
- Paesi Bassi
- Polonia
- Romania
- Svezia
- Svizzera
- Ungheria

Poco prima dell'inizio del torneo l'Austria fu annessa alla Germania nazista, allora la FIFA offrì il posto all'Inghilterra, che aveva scelto di non partecipare alle qualificazioni. In seguito al rifiuto degli inglesi la FIFA decise di non offrire ad altri quel posto, lasciando la fase finale della Coppa del Mondo con una squadra in meno.